# Billy Hatcher
Billy Hatcher é um ex-jogador profissional de beisebol norte-americano.

## Carreira
Billy Hatcher foi campeão da World Series 1990 jogando pelo Cincinnati Reds. Na série de partidas decisiva, sua equipe venceu o Oakland Athletics por 4 jogos a 0.